# Pavarotti (film)
Pavarotti è un documentario del 2019 diretto da Ron Howard.
Il documentario narra la vita del celebre tenore italiano Luciano Pavarotti.

## Trama
Luciano Pavarotti, famoso tenore d'opera, è nella giungla amazzonica brasiliana, dove insiste nel voler vedere e cantare sul palcoscenico del Teatro Amazonas di Manaus dove una volta si esibì Enrico Caruso.
Modena. Pavarotti è nato da una povera famiglia borghese: il padre era un panettiere locale e la madre una governante. Da adolescente, Pavarotti diventa membro della Corale Gioachino Rossini nella quale già cantava come tenore il padre. Continua a sviluppare la sua voce con la speranza di diventare un cantante affermato.
Quando si presenta per un provino per il suo primo ruolo importante, Pavarotti si distingue per la sua capacità di intonare un bel do di petto con comando e autorità durante la sua esibizione. Dopo l'audizione, viene scritturato per un'opera che gli permette di esibirsi più volte il suo famoso do di petto. La reputazione di Pavarotti inizia ad espandersi e diventa noto come il "Re dei Do di petto". Si esibisce con soprani di fama mondiale come Joan Sutherland e Mirella Freni e lancia anche una carriera discografica.
Quando viene a sapere che il suo amico, il compagno di tenore José Carreras, è in ospedale per la cura della leucemia, Pavarotti lo chiama per augurargli di guarire in modo che Carreras possa tornare ad essere un vero concorrente al calibro dei tenori di fama mondiale. Carreras completa con successo il trattamento della leucemia e si reca a New York per un periodo di convalescenza. Lì Pavarotti, Carreras e Plácido Domingo soggiornano nello stesso albergo per un periodo di tempo con la stagione del Metropolitan Opera in corso. Un promotore viene a sapere che i tre alloggiano nello stesso albergo e, sapendo che sono tutti tifosi di calcio, suggerisce loro di organizzare un concerto alla vigilia della finale della Coppa del Mondo di calcio di Italia 1990, dove i tre potrebbero esibirsi nella stessa sede. Sono entusiasticamente d'accordo.
Il concerto a Caracalla dei Tre Tenori, con la direzione di Zubin Mehta, si svolge a Roma nel 1990 davanti ad un pubblico numeroso. È stato registrato per la distribuzione di DVD in tutto il mondo, e i Tre Tenori sono un grande successo. Il loro canto giocoso di 'O sole mio diventa un vero e proprio successo, con Carreras e Domingo che riecheggiano i trilli tipici di Pavarotti nella ripetizione del testo d'apertura della canzone. I tre improvvisano sul palco anche una versione a tre tenori del Nessun dorma come finale. I Tre Tenori si ritrovano a cantare insieme in concerto per le successive tre finali di Coppa del Mondo di calcio e alla fine si esibiscono in più di 30 concerti.
La versione registrata del concerto del 1990 diventa l'album di musica classica più venduto di tutti i tempi, superando le rock star affermate nella classifica delle prime 100 della Billboard. La carriera di Carreras viene rilanciata, e Pavarotti continua la sua carriera come uno dei tenori più importanti del ventesimo secolo. La sua tendenza è sempre più quella di esibirsi in grandi concerti da solista piuttosto che in opere liriche.
Le numerose fidanzate e relazioni alla fine lo hanno portato a divorziare dalla moglie Adua nel 2000. Nel 2003 ha sposato la sua ex assistente personale Nicoletta Mantovani, da cui nasce la figlia Alice.
Nel 2007 è stato ricoverato al Policlinico di Modena per l'improvviso aggravarsi di un tumore al pancreas, morendo il 6 settembre. Vengono celebrati i solenni funerali nel Duomo di Modena, con il sorvolo delle frecce tricolori all'uscita del feretro dalla Porta della Pescheria.

## Produzione
Il film contiene interviste, video di concerti live e immagini d'archivio provenienti dagli archivi della famiglia Pavarotti.

## Promozione
Il primo teaser trailer del film viene diffuso il 10 febbraio 2019 durante la 61ª edizione dei Grammy Award.

## Distribuzione
Il documentario è stato distribuito nelle sale cinematografiche statunitensi a partire dal 7 giugno 2019; in Italia viene distribuito nelle sale nei soli giorni 28, 29 e 30 ottobre 2019.